# Oberpfälzer Fischereimuseum

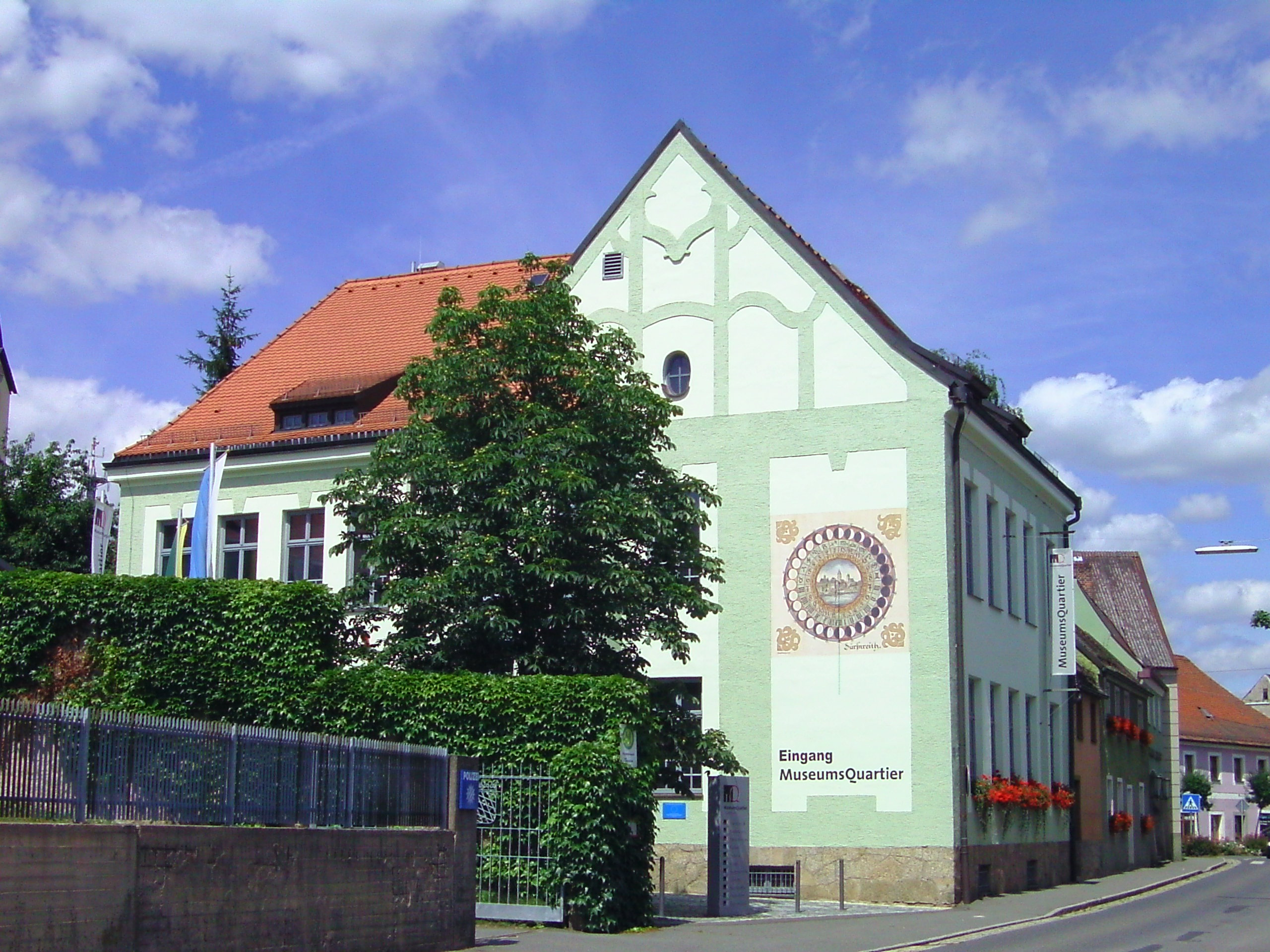
Museumsgebäude

Das Oberpfälzer Fischereimuseum befand sich in der Kreisstadt Tirschenreuth und ist heute in das MuseumsQuartier Tirschenreuth als Fachabteilung Fischerei eingegliedert. 
Da in und um Tirschenreuth die Fischzucht eine lange Tradition hat, wurde es 1982 unter dem Namen Erstes Bayerisches Museum für Fischerei und Teichwirtschaft in den Räumen des ehemaligen Frauenklosters eröffnet. Seit 1993 befand es sich als Oberpfälzer Fischereimuseum in einem Gebäude in der Regensburger Straße.
Die Abteilung verschafft auf drei Etagen einen Überblick über die lange Tradition und über die ganze Bandbreite der oberpfälzischen Fischzucht. Ein Gang durch die Ausstellungsräume wird zu einer Reise durch die Geschichte der Fischerei von der Flussfischerei über die Teichwirtschaft bis zur Angelfischerei. Das Museum ist gegliedert in Bereiche wie Teichbau und Karpfenzucht, Abfischen und Verwertung, Teichwirtschaft und Natur.
Neben den Informationen auf zahlreichen Schautafeln und dreidimensionalen Darstellungen gibt es viele historische Schaustücke und Hilfsmittel sowie Präparate von Fischen und Wasservögeln zu sehen. Alte Gerätschaften, wie hölzerne Käscher und Werkzeuge zum Netzstricken sowie Geräte zur Teichentlandung und zum Teichbau sind ausgestellt. 
In mehreren großen Aquarien sind einheimische Gewässerlandschaften nachgebildet und lassen dem Besucher das Leben unter Wasser aus nächster Nähe betrachten.